# Marthe Deflandre-Rigaud
Marthe Deflandre-Rigaud (1902–1987) – paleontolożka francuska.

## Życiorys

### Dane biograficzne
Marthe Émilie Françoise Rigaud urodziła się 29 lipca 1902 w Narbonne. W 1941 poślubiła paleontologa Georges'a Deflandre'a, z którym również współpracowała naukowo przez resztę życia. Po jego przejściu na emeryturę w 1963 przejęła po nim kierownictwo Zakładu Mikropaleontologii École pratique des hautes études; funkcję tę pełniła do 1972. Zmarła 17 grudnia 1987 w Paryżu.

### Wyróżnienia
- Członek Niemieckiej Akademii Przyrodników Leopoldina (1963)[2]

## Osiągnięcia naukowe

### Znaczenie w historii nauki
Marthe Deflandre-Rigaud zajmowała się sklerytami różnych zwierząt kopalnych. Wśród jej głównych osiągnięć należy wymienić rozwinięcie systematyki sklerytów kopalnych strzykw. Opisała liczne nowe rodzaje kopalne, na przykład: Cucumarites Deflandre & Deflandre-Rigaud, 1948; Rhabdotites Deflandre-Rigaud, 1952; Stichopites Deflandre-Rigaud, 1952; Elgerius Deflandre-Rigaud, 1959. Zajmowała się też sklerytami koralowców ośmiopromiennych z rzędu Alcyonaria, osłonic i gąbek.
Ponadto współpracowała ze swoim mężem Georges'em Deflandre przy redagowaniu indeksu mikropaleontologicznego, zatytułowanego Fichier Micropaléontologique Général. W latach 1943–1973 opublikowano 24 tomy tego wydawnictwa, obejmujące 6824 gatunki.

### Wybrane publikacje
- Contribution à la systématique des sclérites d'Holothurides fossiles (1952)[9]
- Classe des Holothurides (1953; rozdział w Traité de Paléontologie pod red. J. Piveteau)[1]
- A Classification of Fossil Alcyonarian Sclerites (1957)[10]
- Contribution à la connaissance des sclérites d'Holothurides fossiles (1962)[11]

## Upamiętnienie
Na jej cześć nazwano gatunki strzykw Palaeolaetmogone rigaudae (Mostler, 1970) (pierwotna nazwa Palaeocaudina rigaudae) oraz Calcamnella deflandreae Walkiewicz, 1977 (opisany z miocenu Korytnicy).